# 五華村
五華村位於台灣雲林縣莿桐鄉北部，嘉南平原極北端，北隔濁水溪與彰化縣相鄰。本村共有五部落，原名湖仔內。五華村民生性勤勞淳樸，以種植水稻、蒜頭、蔬菜、紅甘蔗為主。五華村主要族群為閩南族群及新住民族群。五華村北側為砲兵部隊擇定射擊訓練陣地，早年曾多次發生誤射民宅情事，多年來造成人員死傷多達數十人、好幾棟民宅受損。